# Kulindadromeus zabaikalicus
Kulindadromeus zabaikalicus Godefroit et al., 2014 è un dinosauro erbivoro appartenente agli ornitischi. Visse tra il Giurassico medio e quello superiore (tra Bathoniano e Titoniano, circa 165-145 milioni di anni fa) e i suoi resti fossili sono stati ritrovati in Russia. È il primo dinosauro erbivoro in cui siano stati ritrovati fossili sia di squame che di strutture simili a piume, un nuovo ramo dell'albero genealogico dei dinosauri, separato da quello dei teropodi carnivori.
La scoperta di questo esemplare sta ad indicare che tutti i dinosauri potevano essere piumati, il che significa che le piume devono essere comparse per la prima volta sugli antenati comuni ad entrambi i gruppi (probabilmente sono antiche quanto i dinosauri stessi e, come loro, risalgono al periodo Triassico).

## Descrizione
Come molti altri ornitischi simili, Kulindadromeus era un piccolo animale bipede, lungo circa 1,5 metri e dotato di una testa corta, zampe anteriori corte, zampe posteriori lunghe e una lunga coda. Gli autori della descrizione (Godefroit et al., 2014) indicano alcuni tratti caratteristici di questo animale: il processo anteriore ascendente della mascella è molto più basso di quello posteriore; la finestra mascellare è più grande della finestra antorbitale (la quale è solitamente la più grande apertura nel muso dei dinosauri). L'osso postorbitale, inoltre, ha una parte posteriore espansa verticalmente, mentre il ramo dello jugale verso il postorbitale possiede un'intaccatura. La cresta iliaca posteriore è sottile in vista laterale, mentre il secondo, terzo e quarto metatarsale possiedono solchi profondi per i tendini dei muscoli estensori.
Kulindadromeus è particolarmente significativo per il fatto che i vari esemplari rinvenuti mostrano i resti di grandi parti del loro sistema tegumentario: questo, fino ad ora, è il più complesso scoperto tra i dinosauri e comprende tre tipi di squame e tre tipi di strutture filamentose.
Nella parte distale della tibia erano presenti piccole squame embricate di circa 3 millimetri e di forma esagonale, simili a quelle presenti sui piedi degli uccelli. Nella zona delle mani, dei metatarsie dei piedi erano invece presenti squame più piccole (circa 1 millimetro), di forma arrotondata e non sovrapposte fra loro, piuttosto simili alle squame plantari dei piedi degli uccelli. La coda era rivestita da almeno cinque serie di grandi squame leggermente incurvate, lunghe fino a 20 millimetri e ampie 10, piuttosto sottili (lo spessore doveva essere di meno di un decimo di millimetro). Queste squame non erano ornamentate ma ogni squama si sovrapponeva posteriormente alla squama successiva; questa struttura era rinforzata da una proiezione anteriore in ogni squama posta al di sotto di ogni squama che la precedeva. Queste squame sono ben diverse da quelle presenti nei tireofori (più spesse e ornamentate) e negli ornitopodi (più spesse e non embricate), e somigliano alle squame epidermiche nei metatarsi degli uccelli (un'ipotesi corroborata dal non essere formate da fosfato di calcio come negli osteodermi dei coccodrilli).
Kulindadromeus possedeva inoltre diversi tipi di strutture filamentose. Attorno alla testa, del collo e della schiena erano presenti filamenti semplici, di varia lunghezza (quelli della testa erano di 10-15 millimetri e ricurvi, quelli del corpo erano più spessi e lunghi circa 20-30 millimetri). Attorno all'omero e al femore erano invece presenti strani filamenti composti, con una base comune da cui si dipartivano 6 o 7 elementi, disposti secondo un pattern esagonale. Un altro tipo di filamenti era presente nella parte prossimale della tibia, lunghi circa 15 - 20 millimetri e ampi 2 millimetri.

## Classificazione
Kulindadromeus zabakalicus è stato descritto per la prima volta nel 2014, sulla base di numerosi fossili ritrovati in un livello della formazione Ukureyskaya (zona di Kulinda, Zabaikal, in Russia) risalente al Giurassico medio-superiore (Godefroit et al., 2014).
L'olotipo, INREC K3/109, consiste in un cranio parziale con mandibole. Dal 2010 in poi sono stati ritrovati numerosi resti in ciò che si è rivelato essere un Konservat-Lagerstätte, un giacimento a conservazione eccezionale. Prima della descrizione ufficiale, sulla base di fossili provenienti da questo giacimento sono stati istituiti due generi di dinosauri ornitischi, Kulindapteryx e Daurosaurus (Alifanov e Saveliev, 2014). Secondo Godefroit (tra gli autori dell'altra pubblicazione), questo studio si è basato su esemplari rubati e dovrebbe essere ignorato. Sempre secondo lo studioso, l'intero giacimento non conterrebbe due specie ma una sola specie di dinosauro ornitischio.

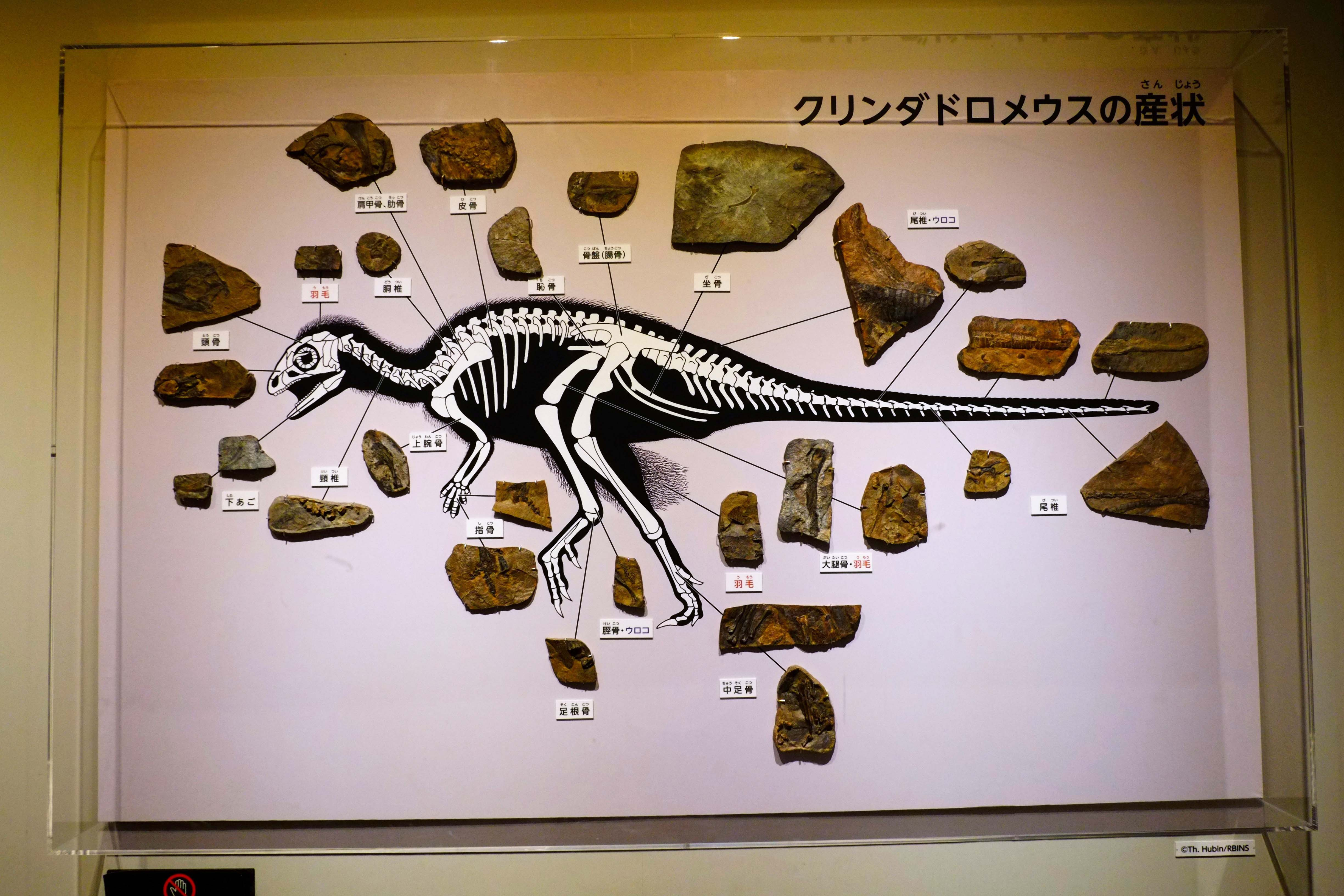
Reperti fossili di Kulindadromeus collegati alla ricostruzione del rettile

Secondo un'analisi cladistica, Kulindadromeus risulterebbe un membro basale dei Neornithischia, posto appena sopra Hexinlusaurus nell'albero evolutivo, e rappresenterebbe il sister taxon dei Cerapoda (Godefroit et al., 2014).

## Paleobiologia e paleoecologia
Le ossa di Kulindadromeus sono associate ad abbondanti fossili ben conservati di piante, larve di insetti e crostacei d'acqua dolce; ciò suggerisce che il deposito si sia formato in un ambiente di acqua dolce a bassa energia, probabilmente lacustre. La sequenza include inoltre depositi di tufo e ignimbriti che indicano un'attività vulcanica. È possibile inoltre che, data la grande quantità di esemplari nello stesso sito, Kulindadromeus fosse un animale sociale.

## Cultura

### Araldica
Il dinosauro è rappresentato nello stemma e nella bandiera del Černyševskij rajon, rajon della Federazione Russa in cui è stato scoperto.